# The San Remo
El San Remo (n.º 145 y 146 de Central Park West) es una cooperativa de apartamentos de lujo en Nueva York situados entre las calles 75 y 76, a tan solo 160 metros del Edificio Dakota (situado entre las calles 72 y 73). Como cooperativa de viviendas, su consejo de admisión tiene “reputación de tener normas tolerantes de admisión” en comparación con los consejos de admisión conservadores del otro lado del parque.
Entre los vecinos que viven y han vivido en el San Remo se encuentran: Tiger Woods, Steven Spielberg, Donna Karan, Steve Jobs, Demi Moore, Glenn Close, Dustin Hoffman, el líder de U2 Bono, Steve Martin, Bruce Willis, Eddie Cantor, Jackie Leo y algunos empresarios como Dodi Al Fayed, Aaron Spelling o Rita Hayworth quien pasó su último año de vida allí.

## Los apartamentos
Cuando se diseñó el San Remo, este tenía una amplia gama de relativamente lujosos apartamentos. El acceso a los apartamentos se realizaba a través de lujosos recibidores con suelo de terrazo, paredes de mármol y lámparas de bronce y cristal. El San Remo ocupa dos números de la Calle Central Park West, el 145 y el 146, esto es así debido a que el edificio se diseñó para que cada mitad del edificio tuviera su propia entrada. Esto evitaba malgastar terreno para conectar los diferentes recibidores. La mayor parte de la primera planta del San Remo la usa el personal del edificio.

### La parte baja del edificio
El apartamento medio en esta parte del edificio tenía ocho habitaciones repartidas por unos 280 m². Por norma general los techos tenían una altura de 3 metros. En el diseño original las primeras 14 plantas estaban divididas en 7 apartamentos, dos con vistas a la calle 76, otros dos a la calle 75, y tres con vistas a Central Park. Existen añadidos en la parte trasera de cada ala, que pueden ser usados como terrazas. El diseño original de la parte de las plantas que dan al parque fue poco usual; la mayor parte de los edificios de apartamentos con vistas al parque dividen la fachada principal en cuatro apartamentos y no tres. Esto permitió tener al San Remo una generosa fachada con vistas al parque, además de mantener unos interiores muy espaciosos.
Los apartamentos más grandes de esta parte del San Remo son los C-line units, que ocupan la esquina sureste de cada planta. Los apartamentos C-line tienen un salón de 58 m², una biblioteca de 28 m² y un comedor de 46 m² con vistas a Central Park. Los apartamentos C-line generalmente tenían cuatro dormitorios con vistas a la calle 74. Estos apartamentos tenían aproximadamente 420 m².

### Las torres

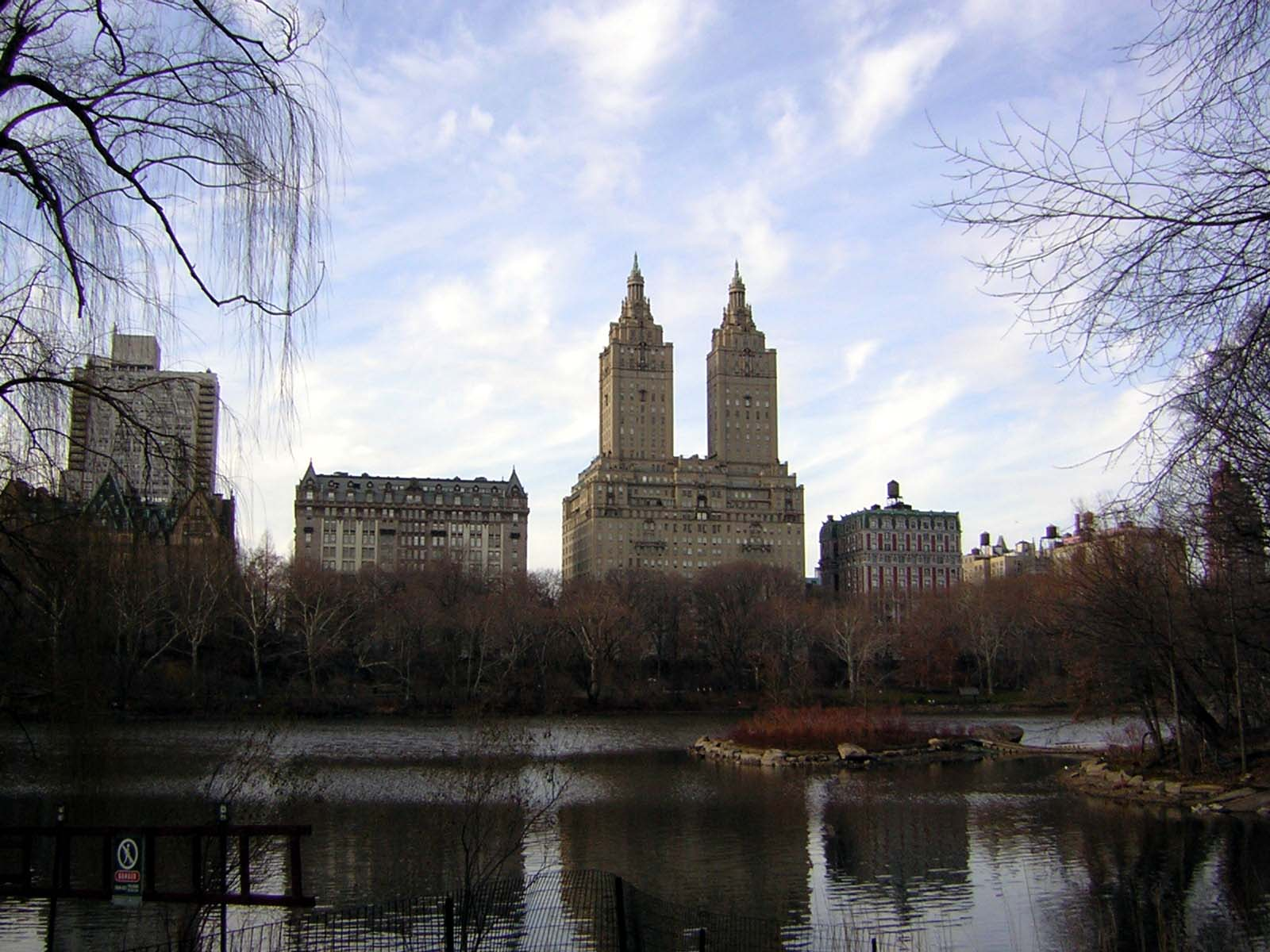
Vista de varios edificios desde Central Park, entre ellos el San Remo (el segundo por la derecha).

Sobre la planta 14, el edificio tiene una serie de terrazas entre las plantas 14 y 17. Los apartamentos de estas plantas eran más grandes y tenían habitaciones ligeramente más amplías que los de las plantas más bajas.
En la planta 18 el edificio cambia de diseño otra vez. Este piso marca el comienzo de las torres del San Remo. El diseño del edificio con sus dos torres gemelas fue innovador para la época, e inspiró a otros muchos edificios que vinieron después (entre ellos el Majestic, el Century, El Dorado, y más recientemente el Time Warner Center).
En la torre norte del edificio, había tradicionalmente un piso por planta de aproximadamente 230 m². Estos apartamentos tenían dos dormitorios, y todas las salas de estar daban al parque.
En la torre sur los apartamentos C-line continúan hasta arriba pero eran más amplios. Los apartamentos de esta torre son dúplex; en la planta de abajo están las habitaciones públicas: salones de 74 m², bibliotecas de 27 m², y comedores de 37 m². En la primera planta de los dúplex también había una sala para desayunar, una cocina y habitaciones para el servicio. Al segundo piso conduce una escalera semicircular con ventanas al parque. En la planta de arriba había cuatro dormitorios (entre ellos una suite de 33 m², con un gran vestidor y un baño, que hacen que la suite tenga 46 m²) y más habitaciones para el servicio. En estos dúplex también había otra escalera en la parte trasera, que conectaba las habitaciones del servicio. En total estos dúplex tenían una superficie de 560 m². Estos apartamentos son comparables a los apartamentos, tradicionalmente más grandes, de la Quinta Avenida y de Park Avenue, que iban desde los 460 m² a los 650 m².